# 소프트웨어 배포 생명 주기

소프트웨어 생명 주기 지도

소프트웨어 생명 주기 또는 소프트웨어 배포 생명 주기(영어: software release life cycle)는 컴퓨터 소프트웨어의 개발 단계의 총체로서, 초기 개발 단계부터 마지막 출시를 모두 아우른다. 여기에는 소프트웨어 개선에 도움이 되는 업데이트 버전과 소프트웨어에 내재된 버그 수정을 포함할 수 있다.
단계: "프리알파 -> 알파 -> 베타 -> 출시 후보"

## 개발 단계

### 프리알파
프리알파(Pre-alpha)는 테스트 이전의 소프트웨어 프로젝트 기간 동안 수행되는 모든 활동을 가리킨다. 이 활동에는 요구사항 분석, 소프트웨어 설계, 소프트웨어 개발, 유닛 테스트를 포함할 수 있다. 일반적인 오픈 소스 개발 환경에서는 프리 알파 버전에 몇 가지 종류가 있다. 마일스톤(Milestone) 버전에는 특정한 집합의 기능이 포함되며 기능이 완성되자마자 공개된다.

### 알파
알파(Alpha) 또는 개발판은 소프트웨어 생명 주기의 한 단계로, 소프트웨어 테스트를 시작하는 첫 단계이기도 하다. 알파 소프트웨어는 불안정할 수 있고 충돌이나 데이터 손실을 일으킬 수 있다.

### 베타
베타(Beta) 또는 시험판은 알파의 뒤를 잇는 소프트웨어 개발 단계이다. 소프트웨어가 기능을 완성할 때 일반적으로 이 단계가 시작된다. 베타 단계의 소프트웨어는 일반적으로 속도/성능 문제와 더불어 온전히 완성된 소프트웨어보다 더 많은 버그가 존재한다. 베타 버전은 많은 유저에게 (주로 무료로) 시험 사용을 하도록 하여 사용성이나 디자인, 성능 등에 관하여 의견을 받고 그것들을 소프트웨어의 개발에 반영하거나 미처 다 발견할 수 없었던 불편한 점을 보고해 수정하여, 정식 버전을 보다 좋게 완성하는 것을 목적으로 하고 있다. 종종 베타 소프트웨어는 기밀유지 협약을 걸 때가 있으며, MMORPG의 경우 무료라고 하는 특성을 살려, 고객 획득이나 마케팅의 수단으로서 이용하는 경우도 있다.

#### 베타의 종류
시험은 크게 나누어 개방형 시험(오픈 베타)와 폐쇄형 시험(클로즈 베타)으로 나뉘며, 개방형 시험의 경우 일반인에게 시험판을 공개하고 시험 사용을 협력받으며, 폐쇄형 시험의 경우, 개발자의 지인이나 전 판의 사용자 혹은 공개 모집한 사용자로 수를 제한하여 시험 사용을 협력 받는다.

### 출시 후보
출시 후보(Release Candidate, RC)는 마지막 제품이 될 가능성이 있는 시험판(Beta)으로, 상당한 버그가 나타나지 않으면 출시할 준비가 되었음을 의미한다. 프리뷰 릴리즈(preview release)버전으로도 불린다.

## 출시

### RTM
RTM(Release to Manufacturing)은 소프트웨어가 고객에게 배송 및 제공될 준비가 되었음을 뜻하는 용어이다. 이 용어는 배송 구조나 배송량을 정의하지는 않으며, 단지 제품 품질이 대량 생산을 하기에 충분함을 정의한다.

### GA
GA(General Availability, General Acceptance)는 필요한 모든 상업화 활동이 완료되어 웹이나 물리 매체를 통해 시장에서 이용할 수 있게 됨을 의미한다. GA와 거의 비슷한 의미의 다른 용어로 FCS(First Customer Shipment)가 있다. 썬마이크로시스템즈와 시스코와 같은 일부 기업들은 자사의 소프트웨어 버전에 FCS라는 용어를 사용한다.

### 웹으로의 출시
웹으로의 출시(Release to Web), 또는 간단히 웹 출시(Web Release)는 소프트웨어를 인터넷으로 배포하는 것을 의미한다. 어떠한 물리 매체도 여기에 포함되지 않는다. 인터넷 이용이 늘어감에 따라 웹 출시는 많이 보편화되어 있다.

## 참고 문헌
- Continuous Delivery: Reliable Software Releases through Build, Test, and Deployment Automation by Jez Humble, David Farley; ISBN 0-321-60191-2

## 같이 보기
- 릴리스 엔지니어링
- 롤링 릴리스
- 소프트웨어 전개
- 소프트웨어 버전 작성